# Hermann Alverdes
Hermann Karl Otto Alverdes (* 14. Mai 1871 in Schlawe; † 26. November 1934 in Düsseldorf) war ein deutscher Generaldirektor eines Versicherungsunternehmens und Autor eines autobiographischen Buches über den Herero-Aufstand.

## Leben
Hermann Alverdes stammte aus einer alten pommerschen Familie und war der zweitälteste Sohn von Franz Alverdes und dessen Ehefrau Ottilie geborene Wietzke. Nach dem Schulbesuch schlug er eine Militärlaufbahn ein und wurde Feldwebel sowie Proviants-Applikant beim kaiserlichen Proviantamt in Straßburg. Mit der kaiserlichen Schutztruppe kam Hermann Alverdes 1903 nach Deutsch-Südwestafrika und nahm im darauffolgenden Jahr am Völkermord an den Herero und Nama teil. Krankheitsbedingt kehrte Alverdes noch 1904 in das Deutsche Reich zurück und verfasste unter dem Eindruck seiner Erlebnisse die autobiographische Schrift Mein Tagebuch aus Südwest. Erinnerungen aus dem Feldzuge gegen die Hottentotten, Oldenburg & Leipzig, Stalling, 1906. Hermann Alverdes widmete dieses Buch dem deutschen Volke und seinen in südwestafrikanischem Felde gefallenen tapferen Söhnen!
1912 war er Direktor der Deutschen Rückversicherungs-Aktiengesellschaft Düsseldorf und zuletzt Generaldirektor und Vorstandsmitglied der Düsseldorfer Rückversicherungs-Aktiengesellschaft. Letztere Rückversicherungs-AG ging 1933 durch Umbenennung aus der Düsseldorfer Lloyd Versicherungs-AG hervor.
Er wohnte in Düsseldorf, Grafenberger Allee 394 und war Träger mehrerer hoher Auszeichnungen.
Hermann Alverdes war mit Paula geborene Arnold (1870–1942) verheiratet und hinterließ mehrere Kinder, darunter den Schriftsteller Paul Alverdes. Die Beisetzung von Hermann Alverdes fand auf dem Nordfriedhof in Düsseldorf statt.

## Publikation
- Mein Tagebuch aus Südwest. Erinnerungen aus dem Feldzuge gegen die Hottentotten, Oldenburg 1906.